# Comunidad Amijai
Comunidad Amijai es una congregación religiosa del judaísmo conservador argentino en Buenos Aires.

## Historia

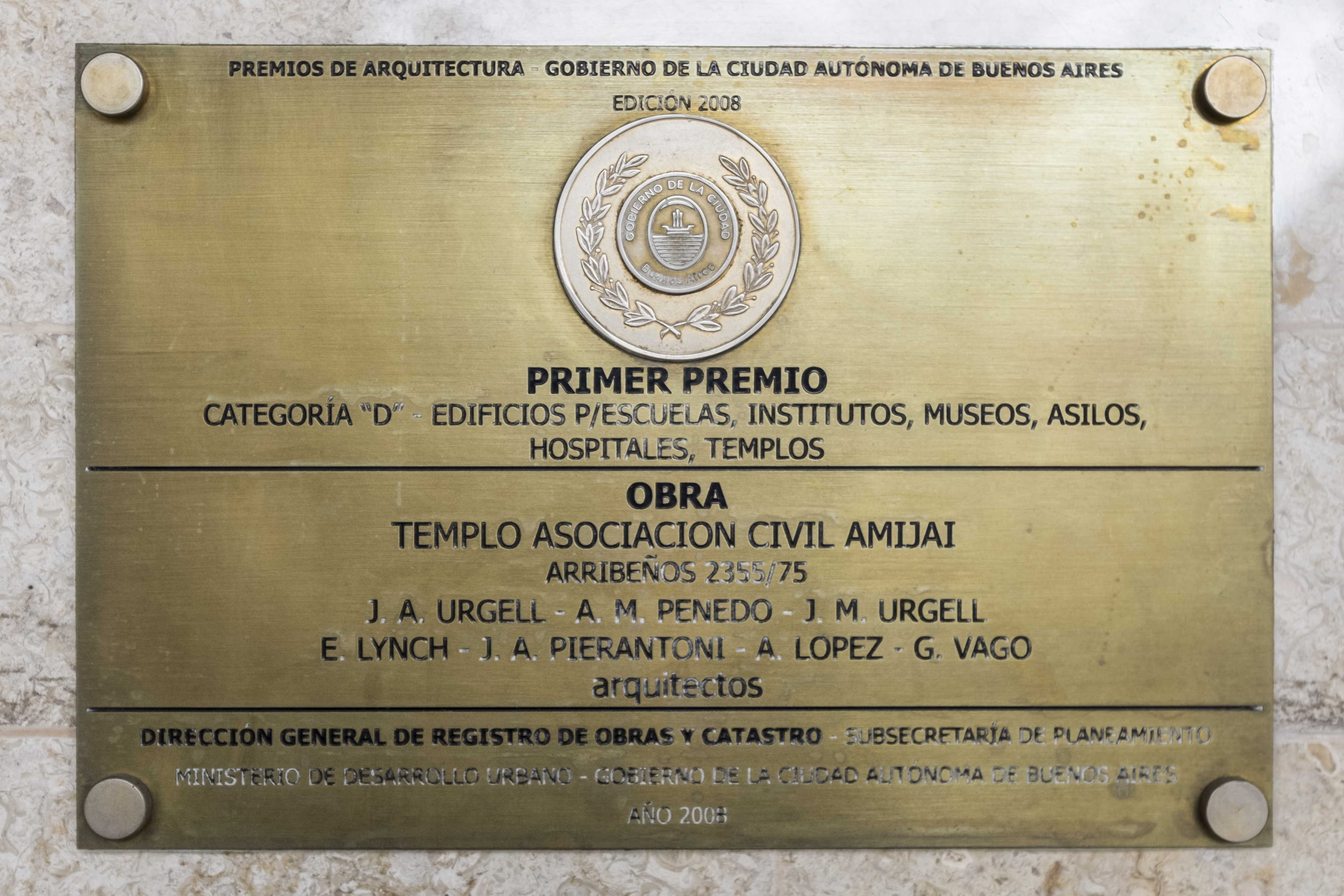
Placa con el Premio, al frente del edificio la Comunidad Amijai en Buenos Aires

En 1993 varias familias judías de Buenos Aires que viven en el barrio de Belgrano decidieron fundar una nueva comunidad masortí y eligieron a Darío Feiguin como su rabino. El nombre que le pusieron, Amijai, significa «Mi pueblo vive» en hebreo.
Durante los primeros tiempos alquilaban en el Seminario Rabínico Latinoamericano para realizar sus servicios religiosos. En 2001, gracias a la donación del capital del empresario Natalio Garber, exdueño de Musimundo, compraron una antigua fábrica de cajas fuertes al lado del barrio chino para construir una sede propia.
Para la construcción del edificio se convocó, en 2002, al estudio Urgell-Penedo-Urgell, ganador del Premio Konex de Arquitectura 2002-2006.  La obra tardó 16 meses y colaboraron varios arquitectos diferentes. La idea era construir algo seguro a prueba de bombas después del atentado a la AMIA para la comunidad judeo-argentina debido  al temor a nuevos ataques.
En el terreno se encuentran dos sectores bien definidos y diferenciados. Adelante se alza la sede social, luego unos grandes jardines arbolados y, atrás, al fondo, en el medio del terreno, el templo.
El total de la superficie cubierta es de 3.500 m². En la planta baja está el comedor comunitario, varios parques que incluyen juegos para niños, un pequeño templo vidriado, baños, y al fondo el templo principal. En los pisos superiores construyeron aulas para estudiantes, el espacio para las oficinas administrativas y la del rabino, una biblioteca y espacios para reuniones. El edificio está construido con hormigón armado a la vista. En total se trata de una forma única envolvente con una viga en forma de "V" con 25 metros de luz libre que sostiene el techo de hormigón postesado organizando el espacio principal en dos zonas bien diferenciadas que abarca, en la planta baja, una gran zona libre sobre pilotes.
El templo principal es utilizado como auditorio para conciertos porque tiene una acústica comparable a los mejores teatros del mundo.
En 2004 fue inaugurado el nuevo edificio.
En 2008 el edificio ganó el Primer Premio de Arquitectura otorgado por el Gobierno de la Ciudad Autónoma de Buenos Aires a las mejores obras arquitectónicas de la ciudad.
Las puertas del templo principal fueron realizadas en bronce natural. El altar fue tallado en madera y sus piezas fueron realizadas por reconocidos artistas plásticos. En él caben 900 personas sentadas y más del doble paradas. La obra arquitectónica fue seleccionada para participar de la exposición de la Bienal de Venecia de 2012 y formó parte del libro catálogo de arte y arquitectura de ese año.

## Ideario
Amijai se dedica al estudio de la Torá. La comida que se sirve respeta el kashrut. Al ser una sinagoga conservadora las mujeres poseen los mismos derechos y deberes que los varones. Las mujeres cuentan para el minián, un cuórum mínimo de diez adultos requerido para la realización de las ceremonias, y son llamadas a la Torá durante los servicios religiosos, cuando los rollos de la Torá son sacados para su lectura. Las mujeres pueden, si quieren usar talit, ponerse tefilín y usar kipá, al igual que los varones. También se acepta la donación de órganos y se considera una gran mitzvá. Según la propia congregación «creemos en un judaísmo lejos de la comodidad burguesa, la ignorancia, el individualismo, la compulsión y el miedo».
Amijai considera que «en el mundo en que vivimos es imprescindible educar y educarnos en relación con el cuidado y la preservación del medio ambiente». Es por eso que existe un área de ecología que enseña a los fieles a preservar la naturaleza y reciclar la basura. En Amijai se realizan talleres educativos para niños y jóvenes en relación con el cuidado de los animales y el medio ambiente. En 2012 se concretó un acuerdo con la Cooperativa de cartoneros El Ceibo RSU, quienes todas las semanas pasan a buscar materiales reciclables como botellas de vidrio, plásticos, cartón, papel y latas.
Hay clases de gimnasia, un coro, un ciclo de cine con debate y grupos de reflexión para mujeres.
En el espacio solidaria se realiza tzedaká, organizando colectas solidarias mensuales, colaborando con la ONG Sonrisas en la localidad de Esteban Echeverría y con un comedor popular comunitario en la sede, que recibe a indigentes y gente de bajos recursos. En invierno se hacen colectas solidarias de frazadas, acolchados y ropa de abrigo para personas en situación de vulnerabilidad social.
La juventud tiene distintas actividades deportivas, grupos educativos, organiza actividades solidarias, campamentos para niños y para adultos, y talleres de música y de arte. Además existe una escuela de madrijim o líderes comunitarios. También hay cursos de introducción al judaísmo, Talmud Torá, de hebreo, de kábala Se realizan casamientos, ceremonias de Brit Milá, Simjá Bat, Simjat Torá y Benei Mitzvá. Hay una Mikve, el espacio donde se realizan los baños de purificación, se realiza el Kadish, los servicios de kabalat shabat y se celebran todas las festividades judías.
Existe un Departamento de Juventud, un Departamento de Adultos y grupos de adultos mayores. La actividad cultural es permanente y se dan todo tipo de conferencias culturales. Muchas de las actividades y conciertos son a beneficio de distintas entidades.
Amijai apoya el Movimiento Ecuménico Argentino y participa del Plan Nacional Igualdad Cultural.

Nuestra misión es promover el crecimiento espiritual y el bienestar general de sus miembros haciéndolos mejores personas, a través de la aceptación del Pacto (Brit) de ser socios con D's en la recreación de un Mundo mejor (Tikún Olam), cumpliendo con los preceptos (Mitzvot), costumbres y tradiciones judías de acuerdo con la interpretación Masortí, estudiando y practicando la Torá y sus valores sagrados, acompañando a sus miembros en los ritos de pasaje, en un marco igualitario e inclusivo de religiosidad, respeto y armonía, y con un profundo compromiso con la sociedad argentina en general, con el Estado de Israel y con el Pueblo Judío.

El rabino Alejandro Avruj, viajó, en 2014, para acompañar al papa Francisco en el viaje interreligioso de visita a Medio Oriente. El rabino de Amijai, quien tiene una relación con Jorge Bergoglio desde hace años porque ha realizado trabajo social bajo su mirada, fue invitado a participar de la delegación que acompañó al Papa en todo su recorrido por Tierra Santa.

## Arte y cultura
Durante la construcción del edificio se decidió llamar a concurso para el diseño y la construcción de un «Árbol de la Vida» con el fin de honrar la memoria de los seres queridos. Los concursantes presentaron sus diseños en sobres cerrados bajo un seudónimo. El jurado eligió, sin saber a quién pertenecía, el proyecto de Clorindo Testa que embellece el jardín del templo. Esta obra de arte tiene como finalidad perpetuar la memoria de los familiares amados fallecidos a través de cada una de sus hojitas de bronce bajo la luz de la llama eterna que queda siempre encendida.
Amijai considera que «el arte está presente en cada cosa que los seres humanos hacemos y es una herramienta de transformación de la realidad». Allí se realizan distintos concursos como, por ejemplo, de cuentos solidarios o de música. Amijai cree que «a través de la música se eleva el espíritu del hombre acercándolo a D's». Es por eso que Amijai es sede de importantes espectáculos musicales semanalmente.
Allí hay ballet, teatro y conciertos académicos y populares.
Además hay representaciones teatrales, espectáculos de narraciones de cuentos, danza clásica y contemporánea,    conciertos de música clásica, y concursos musicales internacionales. El ideario ecuménico hace que se organicen actos, encuentros, conferencias, conciertos y festivales basados en los valores éticos, religiosos y de tradición popular para la conmemoración y recuperación de la unidad de las distintas confesiones religiosas.
Todo tipo de música es aceptada: jazz, música klezmer, zarzuela, tango, música clásica, conciertos de cámara, folklore, rock, conciertos ecuménicos, música country,  y ópera.
Uno de sus principales activos musicales es un piano Steinway de principios del siglo XIX, donación de un mecenas anónimo. En Amijai se han presentado, entre otros, artistas de la talla de Darío Volonté, Daniel Barenboim, Luis Alberto Spinetta, la Camerata Bariloche, Pinchas Zukerman, la Orquesta Nacional de Rusia,  The Harlem Opera Theater, la Orquesta Sinfónica Juvenil de la Provincia de Hessen en Alemania, la Kammerphilarmonie de Frankfurt, Martha Argerich, Sandra Mihanovich, Bruno Gelber, la Orquesta israelí Netanya Kibbutz, The Big Town Blues Boys, la orquesta de cámara Virtuosi di Praga, Víctor Torres, la Opal Sinfonietta de Boulogne-sur-Mer, Francia,  la Orquesta Juan de Dios Filiberto, el Trío Guarneri de Praga, Atilio Stampone, Hermeto Pascoal, el Chango Spasiuk, la Orquesta Sinfónica de Salta, Oscar Araiz, los Zukerman Chamber Players
 la Orquesta Da Vinci, la Orquesta Filarmónica de los Kibutz de Israel, Jaime Torres, el Ensamble de Madrid, Cecilia Milone, Estudio Coral de Buenos Aires, Pedro Aznar, el Dúo Amal integrado por los
pianistas Bishara Haroni, palestino y Yaron Kohlberg, israelí, la Orquesta Estudiantil de Buenos Aires, el Ballet Folcklórico Nacional Argentino y la Camerata de la Universidad Católica de Salta.
En 2008, el ciclo  «Grandes Virtuosos del Violín» fue destacado como el hecho de mayor trascendencia del año por la Asociación de Críticos Musicales de la Argentina. Allí se realiza el Concurso Internacional de Violín de Buenos Aires con el auspicio de Mecenazgo Cultural de la Ciudad de Buenos Aires y la Secretaría de Cultura de la Presidencia de la Nación.
Amijai apoya la paz entre palestinos y judíos. Organiza y promueve recitales y conciertos con artistas judíos y palestinos en conjunto.